# بنگ بروز
بنگ بروز (انگلیسی: Bang Bros) یک شرکت پورنوگرافی اینترنتی است که در میامی، فلوریدا فعالیت می‌کند. این کمپانی در سال ۲۰۰۰ تأسیس شد. این شرکت ۳۶ وبسایت دارد.

## جایزه‌ها
- جشنواره ایکس‌بیز ۲۰۱۱: برنامه استدیویی سال
- جشنواره ایکس‌بیز ۲۰۱۲: انتشار آماتوری سال
- نامزدی در جشنواره ایکس‌بیز ۲۰۱۳: استدیوی سال
- جشنواره ایکس‌بیز ۲۰۱۳: وبگاه بزرگسالان سال